# Переволоцька сільська рада
Переволо́цька сільська́ ра́да — колишня адміністративно-територіальна одиниця та орган місцевого самоврядування в Чортківському районі Тернопільської області. Адміністративний центр — с. Переволока.

## Загальні відомості
Переволоцька сільська рада утворена в 1948 році.
- Територія ради: 32,73 км²
- Населення ради: 2 391 особа (станом на 2001 рік)
- Територією ради протікає річка Стрипа

До 19 липня 2020 р. належала до Бучацького району.
11 грудня 2020 р. увійшла до складу Бучацької міської громади.

## Населені пункти
Сільській раді підпорядковані населені пункти:
- с. Переволока
- с. Курдибанівка

## Склад ради
Рада складається з 14 депутатів та голови.
- Голова ради:Соловій Михайло Володимирович
- Секретар ради: Волощук Оксана Йосипівна

### Керівний склад попередніх скликань
| Прізвище, ім'я, по батькові   | Основні відомості                                    |  | Дата обрання | Дата звільнення     |
| ----------------------------- | ---------------------------------------------------- |  | ------------ | ------------------- |
| Мокрецький Андрій Ярославович | Сільський голова, 1966 року народження, безпартійний |  | 26.03.2006   | 9.11.2015[джерело?] |

Примітка: таблиця складена за даними сайту Верховної Ради України

### Депутати
За результатами місцевих виборів 2010 року депутатами ради стали:

#### За суб'єктами висування
| Суб'єкт висування                                   | Кількість обраних депутатів | %  |
| --------------------------------------------------- | --------------------------- | -- |
| Самовисування                                       | 19                          | 95 |
| Політична партія Всеукраїнське об'єднання «Свобода» | 1                           | 5  |

#### За округами
| № округу                                            | Прізвище, ім'я, по батькові    | Дата визнання обраним | Освіта             | Партійна приналежність                    | Відомості про обраного депутата                         |
| --------------------------------------------------- | ------------------------------ | --------------------- | ------------------ | ----------------------------------------- | ------------------------------------------------------- |
| Політична партія Всеукраїнське об'єднання «Свобода» |                                |                       |                    |                                           |                                                         |
| 18                                                  | Дережицький Йосиф Васильович   | 02.11.2010            | середня спеціальна | член Всеукраїнського об'єднання «Свобода» | тимчасово не працює                                     |
| Самовисування                                       |                                |                       |                    |                                           |                                                         |
| 1                                                   | Кольба Микола Миколайович      | 02.11.2010            | середня спеціальна | позапартійний                             | тимчасово не працює                                     |
| 2                                                   | Швидкий Володимир Йосипович    | 02.11.2010            | середня спеціальна | позапартійний                             | Бучацький РЕМ, водій                                    |
| 3                                                   | Чирик Галина Василівна         | 02.11.2010            | вища               | позапартійна                              | Переволоцька АЛЗПСМ, лаборант                           |
| 4                                                   | Волощук Оксана Йосипівна       | 02.11.2010            | середня спеціальна | позапартійна                              | Переволоцька сільська рада, секретар                    |
| 5                                                   | Пивоварчук Ігор Іванович       | 02.11.2010            | вища               | позапартійний                             | тимчасово не працює                                     |
| 6                                                   | Ямнюк Василь Петрович          | 02.11.2010            | середня            | позапартійний                             | тимчасово не працює                                     |
| 7                                                   | Кашуба Надія Василівна         | 02.11.2010            | вища               | позапартійна                              | Заривинецька загальноосвітня школа І-ІІ ст., вчитель    |
| 8                                                   | Гуцул Ігор Іванович            | 02.11.2010            | вища               | позапартійний                             | Переволоцька загальноосвітня школа І-ІІІ ст., вчитель   |
| 9                                                   | Дережицька Надія Володимирівна | 02.11.2010            | середня спеціальна | позапартійна                              | Переволоцька сільська рада, бухгалтер                   |
| 10                                                  | Птиць Ольга Андріївна          | 02.11.2010            | середня спеціальна | позапартійна                              | Монастириське відділення НАСК «Оранта», страховий агент |
| 11                                                  | Федишин Тарас Васильович       | 02.11.2010            | середня            | позапартійний                             | підприємець                                             |
| 12                                                  | Боднар Дмитро Васильович       | 02.11.2010            | вища               | позапартійний                             | Переволоцька сільська рада, землевпорядник              |
| 13                                                  | Дзьоба Михайло Іванович        | 02.11.2010            | середня спеціальна | позапартійний                             | підприємець                                             |
| 14                                                  | Дзьоба Борис Іванович          | 02.11.2010            | середня спеціальна | позапартійний                             | Переволоцький СБК, художнійкерівник                     |
| 15                                                  | Дзьоба Петро Михайлович        | 02.11.2010            | середня спеціальна | позапартійний                             | тимчасово не працює                                     |
| 16                                                  | Колісник Іван Васильович       | 02.11.2010            | середня спеціальна | член Політичної партії «Фронт Змін»       | підприємець                                             |
| 17                                                  | Керницька Надія Володимирівна  | 02.11.2010            | вища               | позапартійна                              | тимчасово не працює                                     |
| 19                                                  | Загородна Марія Михайлівна     | 02.11.2010            | вища               | член Всеукраїнського об'єднання «Свобода» | Рукмошська загальноосвітня школа І-ІІ ст., вчитель      |
| 20                                                  | Гадз Надія Іванівна            | 02.11.2010            | середня спеціальна | позапартійна                              | ФПсело Курдибанівка, фельдшер                           |